# 청소년보호중앙점검단
청소년보호중앙점검단은 대한민국 여성가족부 소속기관이다. 정부조직 개편으로 보건복지가족부의 가족 관련 업무가 여성부로 이관되면서 청소년보호중앙점검단도 조직 전체가 여성가족부 청소년가족정책실 소속으로 이관되었다.

## 주요 업무
- 가출, 성매매 등 위기청소년 긴급구호
- 신·변종 유해업소 등 청소년유해환경 점검·단속활동
- 지방행정기관 청소년유해환경 개선 유도 및 평가
- 청소년보호종합대책 추진상황 종합 점검·관리